# 占河水库
占河水库是中国湖北省黄冈市英山县境内的一座水库，位于浠河水系黄沙河支流上，建于1972年。水库正常库容为2120万立方米，集雨面积为28.7平方千米，海拔为512.7米。